# Christophe Noppe
Christophe Noppe (Oudenaarde, Bélgica, 29 de novembro de 1994) é um ciclista profissional belga. Actualmente corre para a equipa profissional francês Arkéa Samsic de categoria UCI ProTeam.

## Palmarés
- 2017
- De Kustpijl Heist

## Equipas
- DJ-Matic Kortrijk (2012)
- EFC-L&R-Vulsteke (2014-2016)
- Sport Vlaanderen-Baloise (2017-2019)
- Arkéa Samsic (2020-)